# Kepler-55
Kepler-55 is een ster in het sterrenbeeld Lier (Lyra). De ster is een rode dwerg en heeft vijf bevestigde exoplaneten. De ster is een stuk kleiner dan de Zon en ligt op een afstand van 1919 lichtjaar. 

## Planetenstelsel
Het planetenstelsel van de ster werd ontdekt door de Kepler-ruimtetelescoop van NASA en bevestigd in 2012. Toen werden er twee exoplaneten ontdekt, Kepler-55 b en c. Het bestaan van deze planeten werd bevestigd door middel van transitiefotometrie. In 2014 werd het bestaan van nog drie exoplaneten bevestigd: Kepler-55d, e en f.
| Planeet | Massa    | Halve lange as (AE) | Omlooptijd (dagen) | Excentriciteit | Straal  |
| ------- | -------- | ------------------- | ------------------ | -------------- | ------- |
| b       | <1,49 MJ | 0,1557              | 27,95              | —              | 2,21 R⊕ |
| c       | <1,11 MJ | 0,2047              | 42,14              | —              | 2,11 R⊕ |
| d       | —        | 0,029               | 2,21               | —              | 1,62 R⊕ |
| e       | —        | 0,048               | 4,62               | —              | 1,6 R⊕  |
| f       | —        | 0,081               | 10,199             | —              | 1,62 R⊕ |